# Sablière (chemins de fer)
Pour les articles homonymes, voir sablière et sandbox.

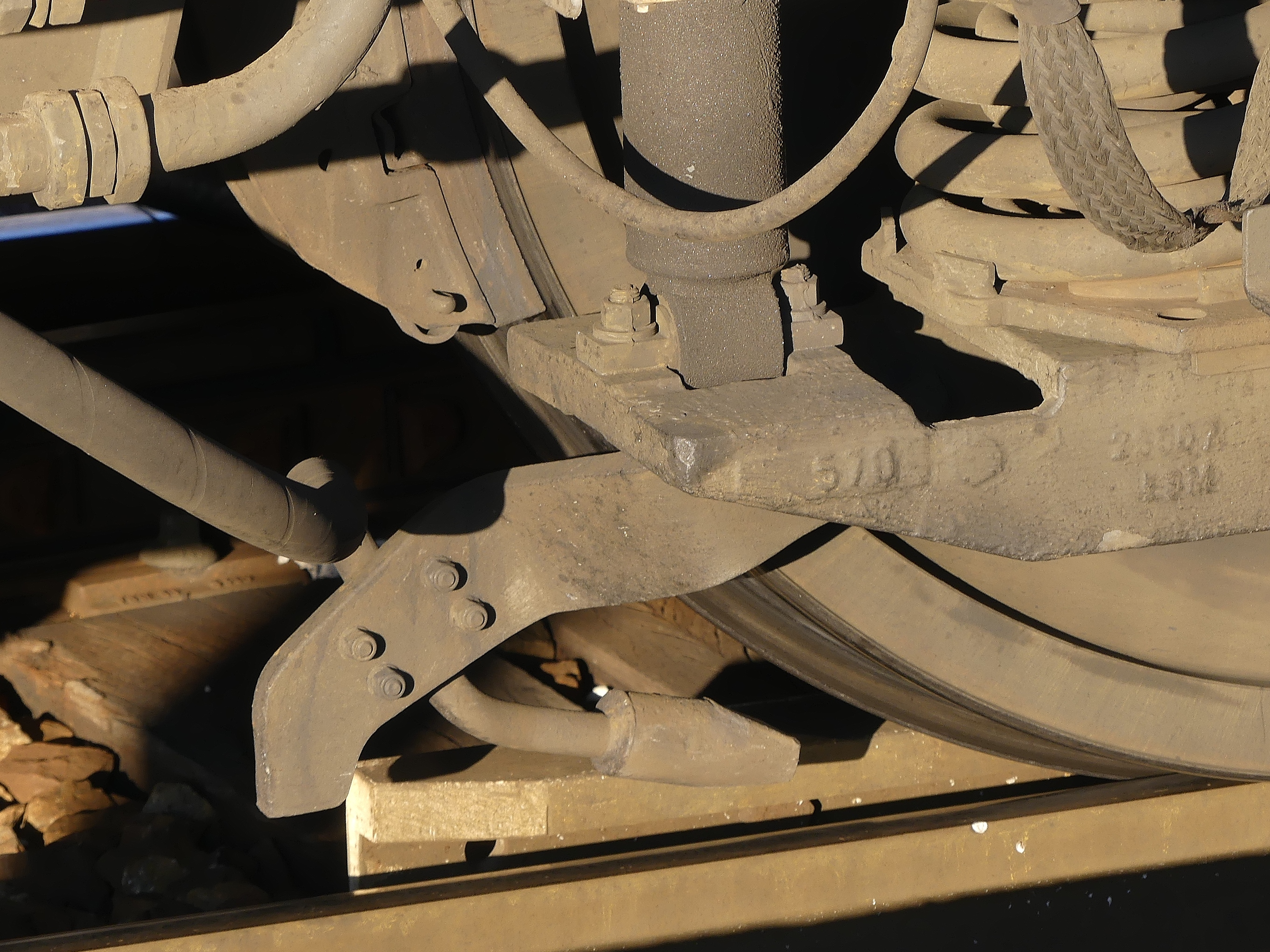
À gauche de la roue se trouve la « descente de sablière » permettant de placer le sable entre le rail et la roue.

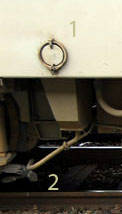
1: Trappe de sablière
2:Descente de sablière

Une sablière (au Québec et en anglais, sandbox) est un dispositif ferroviaire destiné à augmenter l'adhérence roue-rail d'un train ou d'un tramway à adhérence. En effet, le contact d'une roue en acier sur un rail en acier présente un faible coefficient de frottement, ce qui permet de déplacer aisément de lourdes charges. L'ajout de sable entre la roue et le rail, au démarrage d'un train lourd, sur un profil difficile ou sur un rail glissant, tout comme pour un arrêt d'urgence, permet d'augmenter l'adhérence.

## Procédé
Placée sur une locomotive ou sur un élément moteur, la sablière est composée de trois éléments : tout d'abord le réservoir de sable, qui contient du sable calibré et séché. La commande de sablière, en cabine ou sous l'abri, permet au mécanicien d'activer l'ouverture du réservoir via la vanne de sablage. Le sable descend alors par gravité entre le rail et la roue par la descente de sablière, qui permet de déposer le sable au plus près de la surface à sabler.

## Histoire
En 1868, dans son compte rendu annuel, le rapporteur de la société des ingénieurs civils indique, dans un paragraphe sur les appareils accessoires des locomotives, qu'il n'est nul besoin de décrire les différents types de sablières, les systèmes étant nombreux ; l'important est que l'appareil soit devenu universel : elles équipent presque l'ensemble des machines présentées à l'Exposition universelle de 1867.